# Västra Vättern
Västra Vättern este o arie protejată (arie specială de conservare — SAC, sit de importanță comunitară — SCI) din Suedia întinsă pe o suprafață de 59.317,6 ha, integral pe uscat.

## Localizare
Centrul sitului Västra Vättern este situat la coordonatele 58°24′20″N 14°29′27″E / 58.4056°N 14.4907°E.

## Înființare
Situl Västra Vättern a fost declarat sit de importanță comunitară în ianuarie 2002 pentru a proteja 2 specii de animale. Situl a fost protejat și ca arie specială de conservare în martie 2011.

## Biodiversitate
Situată în ecoregiunea boreală, aria protejată conține 1 habitat natural: Ape stătătoare oligotrofe până la mezotrofe, cu vegetație de Littorelletea uniflorae și/sau de Isoëto-Nanojuncetea.
La baza desemnării sitului se află mai multe specii protejate de  pești (2): zvârluga (Cobitis taenia), zglăvoacă (Cottus gobio).